# لورين إيلدر
لورين إيلدر (بالإنجليزية: Lauren Elder)‏ هي نحّاتة وفنانة أمريكية، ولدت في 1990 في لوس أنجلوس في الولايات المتحدة.